# Shelterin
Shelterin (von englisch shelter, dt. ‚Schutz, Obdach‘) ist ein Proteinkomplex an den Enden der Telomere von Chromosomen und dienen dem Schutz und der Regulation der Länge der Telomere.

## Eigenschaften
Shelterin kommt bei den meisten Eukaryoten vor. Bei verschiedenen Hefen (bei Schizosaccharomyces pombe, nicht aber Saccharomyces cerevisiae) und allen Säugetieren besteht Shelterin aus sechs Proteinen. Durch Bindung an die Telomere wird ein Umbau der Telomere durch eine DNA-Reparatur freistehender Enden von DNA und eine Fusion zweier Chromosomenenden vermieden.

## Shelterin bei Säugetieren
Der Proteinkomplex Shelterin besteht aus TRF1, TRF2, RAP1, TIN2, POT1 und TPP1.

### TRF1
TRF1 (Telomeric Repeat binding Factor 1) und TRF2 binden unabhängig voneinander an Telomere verhindern gemeinsam deren Verlängerung durch die Telomerase. TRF1 bindet Helicasen bei Verlängerungen der Telomere. An TRF1 binden außer den Proteinen des Shelterins auch die Tankyrase (PARP-Modifikation des TRF1, Schutz, Auflösung des Komplexes), PINX1 (Telomeraseinhibitor), ATM (TRF1-Phosphorylierung, Regulation der Telomerlänge), Ku70/80 (homology-directed repair-Inhibition), FBX4/Nucleostemin (TRF1-Ubiquitinierung und Abbau), PIN1/GNL3L (TRF1-Faltung, Dimerisierung).

### TRF2
TRF2 verhindert eine Aktivierung des Proteins Ataxia teleangiectatica mutated (ATM), welches die DNA-Reparatur bei einem Doppelstrangbruch einleitet. Bei Reparaturen an Telomeren ist TRF2 beteiligt. An TRF2 binden neben den Proteinen des Shelterins auch Apollo (am einzelsträngigen Ende), der ORC-Komplex (Telomerschutz), ATM (Inhibiert durch Bindung an TRF2), der MRE11-Komplex (am einzelsträngigen Ende), XPF-ERCC1 (am einzelsträngigen Ende), WRN/FEN1 (chromosomale Replikation, Hemmung von T-SCE), Ku70/80 (HDR-Inhibition parallel zu RAP1, Unterdrückung von t-circles), PNUTS (Regulation der Telomerlänge) und MCPH1 (Telomerschutz). Über eine Bindung von TRIP6/LPP kann TRF2 durch die Argininmethylase PRMT1 modifiziert werden.

### TIN2
TIN2 bindet Telomer-einzelstrangbindende Proteine an die Telomere. TIN2 (TRF1 Interacting Nuclear factor 2) bindet an TRF1, TRF2 und POT1.

### POT1
POT1 (Protector Of Telomeres 1) bindet an einzelsträngige Telomere und verhindert durch Bindung eine Aktivierung des Proteins Ataxia telangiectasia and Rad3 related (ATR, aktiviert bei Doppelstrangbrüchen). Während Menschen nur POT1 besitzen, weisen Mäuse POT1a und POT1b auf.

### RAP1
Das RAP1 (Repressor/Activator protein 1) bindet an TRF2 und verstärkt dessen Aktivität. Unabhängig vom Shelterinkomplex reguliert RAP1 auch die Transkription und ist am NF-κB-Signalweg beteiligt.

### TPP1
TPP1 (synonym TINT1, PTOP, PIP1 — POT1-TIN2 organizing protein) bindet an POT1. Bei einer Verlängerung der Telomere bindet TPP1 die Telomerase an die Telomere. Eine Deletion des TPP1 führt zu einer ATR-vermittelten DNA-Reparatur. Neben den Proteinen des Shelterins bindet TPP1 wie auch POT1 an ATR.